# Oriçanga (Mogi-Guaçu)
Oriçanga é um bairro localizado há 3 km do Norte de Mogi Guaçu indo sentido há Aguaí no km 181 do lado e Oeste da Rodovia SP-340. O bairro de descanso e recreio de fim de semana e festas comemorativas durante o ano e férias de seus proprietários, com diversas
chácaras e casas de verão e casas de Inverno durante o ano recebe milhares de pessoas em suas chácaras agradáveis tem uma
população média de somente 400 habitantes e residentes  aposentados e trabalhadores
Domésticos e serviçais nessas residências e praticamente há população é de classe média.
A Principal rua é Rua Jatobazeiro e ao fundo na parte sul do bairro encontra se Rio Oriçanga que corta todo bairro que dá origem ao nome do local.

## Jatobázeiro
Conhecido também por jatobázeiro devido anos anteriores com diversas árvores dessas espalhadas nos locais hoje contém 
apenas poucas, a  mais famosa fica beira da Rodovia SP-340 uma árvore de mais de 150 anos que fica no penhasco simbolo 
da comunidade local.

## Clima
O Bairro tem um clima agradável Tropical de Altitude temératura Média de 19,2°C a menor temperatura foi registrada dia 18 de Julho de 2000 -1,1°C e maior foi e 13 de Outubro de 2002 37°C, com volume de chuva de 1100mm a 1600mm com Julho a setembro muito
secos e Janeiro a Março muito úmidos. Os meses mais quentes são Janeiro e Fevereiro e os mais frios Junho e Julho.

### Mundanças climáticas
A temperatura nessa década de 2000 subiu cerca de 1,5°C, dos anos 90 tinha média de 19,2°C passou ao decorrer dos Anos 2000 ter uma média Anual de 20,7°C principalmente as tardes onde as ondas de calor se tornaram muito frequentes e os frios das madrugadas do inverno ficaram menos intensa e os meses de Agosto a Outubro se tornaram mais secas que o normal.
A famosa neblina nas manhãs de Outono e Inverno que antes eram mais fortes deixava o clima mais agradável já é rara na região nessas épocas.
Temperaturas registradas de 1999 a 2010
| Mês                              | Jan  | Fev  | Mar  | Abr  | Mai  | Jun  | Jul  | Ago  | Set  | Out  | Nov  | Dez  | Ano  |
| -------------------------------- | ---- | ---- | ---- | ---- | ---- | ---- | ---- | ---- | ---- | ---- | ---- | ---- | ---- |
| Temperatura Máxima (absoluta) °C | 36,2 | 35,9 | 34,5 | 33,7 | 31,9 | 28,8 | 29,7 | 34,4 | 35,9 | 37,0 | 35,4 | 35,5 | 37,0 |
| Temperatura Mínima (absoluta)°C  | 13,2 | 13,4 | 12,1 | 4,4  | 1,6  | 0,1  | -1,1 | 3,0  | 1,7  | 10,5 | 9,5  | 10,1 | -1,1 |
| Chuvas mm                        | 230  | 176  | 140  | 50   | 42   | 40   | 30   | 29   | 41   | 100  | 130  | 184  | 1200 |
| Fonte:Unicamp - Cepagri          |      |      |      |      |      |      |      |      |      |      |      |      |      |

## Locais
- Chácaras Horizonte Azul
- Chácaras Paraíso dos Pescadores
- Chácaras Paraíso das Samambaias